# Walisson Maia
Walisson Moreira Farias Maia, genannt Walisson (* 21. August 1991 in Natividade, TO), ist ein brasilianischer Fußballspieler. Der spielstarke Fuß des Abwehrspielers ist der Rechte.

## Karriere
Walisson begann seine Laufbahn beim Coritiba FC. Mit diesem bestritt er am 5. Juni 2011 sein erstes Spiel in der Série A. In der Série A spielte er von Beginn an gegen den CR Vasco da Gama.  In den Folgejahren wurde der Spieler dann aber an verschiedene unterklassige Klubs ausgeliehen. Im Zuge dessen erzielte er beim AS Arapiraquense in einem Série B, am 8. September 2012 in der 35. Minute im Spiel gegen den Boa EC seines Tor als Profi.
Mit Coritiba bestritt Walisson in der Copa Sudamericana 2016 sein erstes Spiel auf internationaler Klubebene. Im Viertelfinalspiel gegen Atlético Nacional am 27. Oktober 2016 stand er in der Startelf. Im selben Jahr gelang Walisson sein erstes Tor in der Série A. Beim 4:0-Heimsieg über Grêmio Porto Alegre am 8. September 2016, gelang ihm in der 22. Minute der 1:0-Führungstreffer.
Nachdem Walisson in die Saison 2018 noch für Coritiba aufgelaufen war, wurde er im Januar 2018 an den EC Vitória ausgeliehen. Die Saison 2019 verbrachte Walisson wieder bei Coritiba. Ende des Jahres lief sein Kontrakt mit dem Klub aus. Wallisson wechselte zum EC Água Santa, mit welchem er in der Staatsmeisterschaft von São Paulo 2020 antrat. Im August 2020 ging Wallisson dann zum Botafogo FC (SP). Mit diesem trat er in der Série B 2020 an. Hier bestritt er 24 Spiele (ein Tor). Der Klub musste am Saisonende als 19. in die Série C absteigen.
Zur Saison 2021 wechselte Wallsion wieder den Klub. Er ging zum Vila Nova FC nach Goiânia. Der Vertrag erhielt eine Laufzeit bis zum Ende des Jahres. Wallsion verließ den Klub im Juni des Jahres vorzeitig. Er unterzeichnete in Kuwait beim Al-Fahaheel SC. Bereits im Juli verließ der Spieler Klub und Land wieder. Er ging nach Vietnam zum SHB Đà Nẵng, wo er bis Saisonende 2022 im November zu 13 Ligaspielen kam. Danach kehrte er in seine Heimat zurück und bekam zum Saisonstart 2023 einen Vertrag beim Criciúma EC bekam. Der Vertrag erhielt eine Laufzeit bis Jahresende 2023. Auch 2024 spielte er für den Klub. 2025 kehrte zu Vila Nova zurück.

## Erfolge
Coritiba
- Staatsmeisterschaft von Paraná: 2017

Criciúma
- Staatsmeisterschaft von Santa Catarina: 2023